# وادي الظليف
وادي الظليف (بضم الظاء وفتح اللام) هو واد في تهامة بلقرن في العرضيات يفصل بين قرية السرب لثريبان من بني رزق وبين قرية السرب لآل طارق من بني رزق.